# Tron: Legacy (trilha sonora)
Tron: Legacy é o álbum da trilha sonora do filme homônimo lançado em 2010. Disponibilizado em 6 de dezembro do mesmo ano pela Walt Disney Records, é o único álbum de trilha sonora composto pela dupla francesa Daft Punk.

## Pano de fundo
O diretor de Tron: O Legado, Joseph Kosinski, e seu supervisor de música, Jason Bentley, abordaram a dupla Daft Punk e pediram que os músicos compusessem a trilha do filme. Quando questionado por que ele queria trabalhar com a dupla, Kosinski respondeu: "Como não pelo menos tentar algo com esses caras?" Os produtores do filme tentaram conversar com o Daft Punk em 2007, mas não conseguiram pois a dupla estava ocupada com o projeto Alive 2007. Thomas Bangalter, membro de Daft Punk, anteriormente produziu a trilha sonora para o filme Irréversible de Gaspar Noé. Noé convidou Bangalter para compor a trilha para o filme Enter the Void, mas Bangalter estava trabalhando em Tron: Legacy no momento e, em vez disso, serviu como diretor de efeitos sonoros.

A trilha de Tron: O Legado contou com uma orquestra de 85 músicos e foi gravada no AIR Lyndhurst Studios em Londres. Kosinski declarou que ela tem a intenção de ser uma mistura de orquestra e música eletrônica. A trilha de Daft Punk foi harmonizada e orquestrada por Joseph Trapanese, que declarou ser fã de Daft Punk como uma dupla e como artistas solo. A banda colaborou com ele durante dois anos na produção da trilha, desde a pré-produção até o acabamento. A orquestra foi conduzida por Gavin Greenaway. Trapanese citou a colaboração entre os diferentes gêneros e como tudo deu certo, declarando: 
| “ | Parece complicado no geral, mas é na verdade bem simples. Eu estava trancado em um quarto com robôs por quase dois anos e foi simplesmente muito trabalho duro. Estávamos apenas trabalhando, juntos em todo o processo, e nunca ocorreu de a orquestra não estar na mente deles [Daft Punk] e os componentes eletrônicos não estarem na minha mente. Era uma tradução contínua entre os dois mundos e, assim espero, fizemos algo que será diferente por causa disso. | ” |

Comentando sobre a composição de Tron: Legacy e a adição de elementos de orquestra, Guy-Manuel de Homem-Christo disse: "Sabíamos desde o início que não havia jeito de irmos fazer essa trilha [só] com dois sintetizadores e uma máquina de ritmos.” Daft Punk citou Wendy Carlos, a compositora do filme original Tron, como inspiração para a trilha sonora, assim como Max Steiner, Bernard Herrmann, John Carpenter, Vangelis e Maurice Jarre. De Homem-Christo também afirmou que Tron foi uma forte influência para ele quando criança. "Talvez eu tenha visto duas ou três vezes em toda minha vida, mas o sentimento dele é forte mesmo agora, eu acho que a marca do primeiro [filme] não será apagada pelo novo. Ele realmente tem uma qualidade visionária." Thomas Bangalter foi quem compôs as partes  com tema mais heróico, enquanto que seu companheiro de performance fez as partes mais obscuras. De Homem-Christo concluiu que Tron: O Legado "estava sob medida para a música. Geralmente, compositores vêm no fim quando tudo está pronto."
O primeiro trailer de Tron: O Legado apresentava a faixa "The Game Has Changed". Um trailer de "apresentação especial" exibindo Daft Punk e sua faixa "Derezzed" foi lançado online em 26 de outubro de 2010. O videoclipe oficial de "Derezzed" foi disponibilizado online em 7 de dezembro de 2010. Ele mostra Daft Punk jogando um antigo jogo de arcade no Flynn's Arcade, e há a participação especial da atriz Olivia Wilde - que faz parte do elenco do filme.
Uma edição deluxe do álbum foi lançada no website oficial da trilha sonora de Tron: O Legado, vindo nela incluso um poster do Daft Punk exibindo-os como eles aparecem caracterizados no filme. Em países fora dos Estados Unidos, uma edição especial de dois discos foi disponibilizada por tempo limitado. "Derezzed" foi lançado como um single promocional em 8 de dezembro de 2010 na forma de um bônus para aqueles que pré-encomendaram o álbum na iTunes Store. No iTunes, Tron: Legacy veio com duas faixas extras: "Father and Son" e "Outlands, Pt. II". A versão da Amazon MP3 do álbum inclui a faixa extra "Sea of Simulation", enquanto que a versão disponibilizada na Nokia Music Store, também conhecida como OVI Music Store, do álbum trouxe a faixa "Sunrise Prelude" como bônus. As canções "Separate Ways (Worlds Apart)", de Journey, e "Sweet Dreams (Are Made of This)", de Eurythmics, estão presentes no filme, mas ausentes no álbum da trilha sonora.
Em dezembro de 2020, mês em que o filme Tron: O Legado completou 10 anos, a dupla lançou online nas plataformas YouTube, Spotify e Apple Music uma nova versão do álbum chamada Tron: Legacy - The Complete Edition. Essa edição especial contém todas as músicas do álbum original mais todas as nove composições bônus eventualmente disponibilizadas em separado. Apenas dois meses depois, em fevereiro de 2021, a dupla veio a anunciar seu fim.

## Recepção
| Críticas profissionais | Críticas profissionais |
| Avaliações da crítica  | Avaliações da crítica  |
| Fonte                  | Avaliação              |
| ---------------------- | ---------------------- |
| Allmusic               | [ 24 ]                 |
| The A.V. Club          | (B)                    |
| Chicago Tribune        | [ 26 ]                 |
| Entertainment Weekly   | (B)                    |
| Los Angeles Times      | [ 28 ]                 |
| NME                    | (8/10)                 |
| Pitchfork Media        | (5.5/10)               |
| Rolling Stone          | [ 31 ]                 |
| Slant Magazine         | [ 32 ]                 |
| Spin                   | (7/10)                 |

Tron: Legacy recebeu críticas positivas da maioria dos críticos de música. No Metacritic, que atribui uma avaliação que varia de zero a cem tendo por base análises de críticos profissionais, o álbum recebeu uma média de 72, baseado em 26 análises, indicando "críticas geralmente favoráveis".
Uma crítica no Allmusic comentou a mistura de música eletrônica e orquestral, especificamente notando que na faixa "The Son of Flynn" os "arpejos e os instrumentos de corda são tão fortemente unidos que eles aperfeiçoam a expressão um do outro". The A.V. Club observou o "sonho sinergético" da personalidade robótica de Daft Punk com a estética da ficção científica do filme, declarando além disso que o álbum não "é nem uma experiência inovadora, nem uma adição crucial ao catálogo da dupla, mas é um habilmente produzido, tonalmente complementar companheiro" para o filme. Similarmente, uma crítica da revista Clash observou: "como um álbum autônomo, o que Guy-Manuel de Homem-Christo e Thomas Bangalter criaram não vai satisfazer os loucos por discoteca gritando por mais material do clube, mas como uma trilha bem realizada, pode apenas fazer um filme já lendário ainda mais estimado." Christian Clemmensen, do Filmtracks, elogiou bastante o álbum, dando-lhe um nota 4 de 5 estrelas e dizendo ser "um sucesso de composição cinematográfica", mas criticou seu formato difuso de lançamento.
A Pitchfork Media comentou que a trilha sonora de Tron: O Legado é a continuação do crescente interesse de Daft Punk em complementar música com figuras visuais, usando a turnê anterior Alive 2007 da dupla e o filme Interstella 5555 como exemplos. Uma crítica na Spin também assinalou a história de Daft Punk com cineastas nos primeiros videoclipes da dupla e que "Guy-Manuel de Homem-Christo e Thomas Bangalter de Daft Punk pareciam destinados a compor a trilha de Tron: O Legado."
Nos Estados Unidos, a trilha sonora estreou na 10ª posição da parada musical Billboard 200 com a venda de 71.000 cópias, marcando o primeiro top 10 da dupla na categoria no país. Em sua segunda semana, a trilha sonora caiu para a 33ª posição na Billboard 200. Conseguiu vender um adicional de 67.000 cópias em sua terceira semana de lançamento, chegando na 27ª posição na parada musical. Na sua quarta semana, a trilha sonora elevou-se a uma nova posição no topo ao alcançar a 6ª colocação na Billboard 200, vendendo mais 54.000 cópias. Em sua quinta semana, o álbum alcançou a 4ª posição na tabela por vender mais 34.000 cópias. Em 17 de novembro de 2011, o álbum recebeu oficialmente uma certificação de ouro por ter vendido mais de 500 mil cópias, de acordo com a RIAA. Em 10 de janeiro de 2023, alcançou a certificação de platina.
Tron: Legacy recebeu o prêmio de "Melhor Trilha Original" da Austin Film Critics Association.

## Lista de faixas
Todas as músicas compostas por Daft Punk, orquestradas por Joseph Trapanese.
| Edição padrão  |                                               |         |  |
| N.º            | Título                                        | Duração |  |
| 1.             | "Overture"                                    | 2:28    |  |
| 2.             | "The Grid" (com participação de Jeff Bridges) | 1:37    |  |
| 3.             | "The Son of Flynn"                            | 1:35    |  |
| 4.             | "Recognizer"                                  | 2:38    |  |
| 5.             | "Armory"                                      | 2:03    |  |
| 6.             | "Arena"                                       | 1:33    |  |
| 7.             | "Rinzler"                                     | 2:18    |  |
| 8.             | "The Game Has Changed"                        | 3:25    |  |
| 9.             | "Outlands"                                    | 2:42    |  |
| 10.            | "Adagio for Tron"                             | 4:11    |  |
| 11.            | "Nocturne"                                    | 1:42    |  |
| 12.            | "End of Line"                                 | 2:36    |  |
| 13.            | "Derezzed"                                    | 1:44    |  |
| 14.            | "Fall"                                        | 1:23    |  |
| 15.            | "Solar Sailer"                                | 2:42    |  |
| 16.            | "Rectifier"                                   | 2:14    |  |
| 17.            | "Disc Wars"                                   | 4:11    |  |
| 18.            | "C.L.U."                                      | 4:39    |  |
| 19.            | "Arrival"                                     | 2:00    |  |
| 20.            | "Flynn Lives"                                 | 3:22    |  |
| 21.            | "Tron Legacy (End Titles)"                    | 3:18    |  |
| 22.            | "Finale"                                      | 4:23    |  |
| Duração total: | Duração total:                                | 58:44   |  |

| Disco bônus da edição especial |                  |         |  |
| N.º                            | Título           | Duração |  |
| 1.                             | "ENCOM, Part I"  | 3:53    |  |
| 2.                             | "ENCOM, Part II" | 2:18    |  |
| 3.                             | "Round One"      | 1:41    |  |
| 4.                             | "Castor"         | 2:19    |  |
| 5.                             | "Reflections"    | 2:42    |  |
| Duração total:                 | Duração total:   | 12:53   |  |

| Faixas bônus do iTunes |                     |         |  |
| N.º                    | Título              | Duração |  |
| 23.                    | "Father and Son"    | 3:12    |  |
| 24.                    | "Outlands, Part II" | 2:53    |  |
| Duração total:         | Duração total:      | 6:05    |  |

| Faixa bônus da Amazon MP3 |                     |         |  |
| N.º                       | Título              | Duração |  |
| 23.                       | "Sea of Simulation" | 2:41    |  |
| Duração total:            | Duração total:      | 2:41    |  |

| Faixa bônus do Nokia Ovi |                   |         |  |
| N.º                      | Título            | Duração |  |
| 23.                      | "Sunrise Prelude" | 2:50    |  |
| Duração total:           | Duração total:    | 2:50    |  |

| Faixas bônus da edição em vinil |                     |         |  |
| N.º                             | Título              | Duração |  |
| 23.                             | "Sea of Simulation" | 2:42    |  |
| 24.                             | "ENCOM, Part II"    | 2:18    |  |
| 25.                             | "ENCOM, Part I"     | 3:53    |  |
| 26.                             | "Round One"         | 1:41    |  |
| 27.                             | "Castor"            | 2:19    |  |
| 28.                             | "Reflections"       | 2:42    |  |
| 29.                             | "Sunrise Prelude"   | 2:51    |  |
| Duração total:                  | Duração total:      | 18:21   |  |

| The Complete Edition |                     |         |  |
| N.º                  | Título              | Duração |  |
| 23.                  | "Sea of Simulation" | 2:42    |  |
| 24.                  | "ENCOM, Part II"    | 2:18    |  |
| 25.                  | "ENCOM, Part I"     | 3:53    |  |
| 26.                  | "Round One"         | 1:41    |  |
| 27.                  | "Castor"            | 2:19    |  |
| 28.                  | "Reflections"       | 2:42    |  |
| 29.                  | "Sunrise Prelude"   | 2:51    |  |
| 30.                  | "Father and Son"    | 3:12    |  |
| 31.                  | "Outlands, Part II" | 2:53    |  |
| Duração total:       | Duração total:      | 24:26   |  |

## Desempenho
| Paradas (2010–2011)                      | Melhor posição |
| ---------------------------------------- | -------------- |
| Alemanha (Offizielle Top 100)            | 17             |
| Alemanha (Parada de downloads)           | 4              |
| Austrália (ARIA Charts)                  | 17             |
| Áustria (Ö3 Austria Top 40)              | 14             |
| Bélgica (Ultratop Flandres)              | 14             |
| Bélgica (Ultratop Valônia)               | 20             |
| Canadá (Canadian Albums Chart)           | 17             |
| Dinamarca (Hitlisten)                    | 35             |
| Escócia (Scottish Albums)                | 42             |
| Espanha (Top 100 Álbumes)                | 30             |
| Estados Unidos (Billboard 200)           | 4              |
| Estados Unidos (Dance/Electronic Albums) | 1              |
| Estados Unidos (Soundtrack Albums)       | 1              |
| França (Top Albums)                      | 25             |
| Irlanda (Irish Albums Chart)             | 48             |
| Itália (Classifica FIMI Album)           | 41             |
| México (Top 100 Mexico)                  | 5              |
| Nova Zelândia (ONZMC)                    | 27             |
| Países Baixos (Album Top 100)            | 83             |
| Reino Unido (UK Albums Chart)            | 39             |
| Reino Unido (UK Dance Chart)             | 1              |
| Suécia (Sverigetopplistan)               | 45             |
| Suíça (Schweizer Hitparade)              | 21             |

| Parada de 2010      | Posição |
| ------------------- | ------- |
| França (Top Albums) | 170     |

| Paradas de 2011                          | Posição |
| ---------------------------------------- | ------- |
| Bélgica (Ultratop Valônia)               | 96      |
| Estados Unidos (Billboard 200)           | 65      |
| Estados Unidos (Dance/Electronic Albums) | 2       |
| Estados Unidos (Soundtrack Albums)       | 4       |
| França (Top Albums)                      | 121     |
| México (Top 100 Mexico)                  | 85      |

| Parada de 2012                           | Posição |
| ---------------------------------------- | ------- |
| Estados Unidos (Dance/Electronic Albums) | 15      |

## Certificações
| País                  | Certificação | Vendas    |
| --------------------- | ------------ | --------- |
| Austrália (ARIA)      | Ouro         | 35.000    |
| Estados Unidos (RIAA) | Platina      | 1.000.000 |
| França (SNEP)         | Ouro         | 50.000    |
| Reino Unido (BPI)     | Ouro         | 100.000   |

## Álbum de remixes
A Walt Disney Records lançou, em 5 de abril de 2011, um álbum de remixes da trilha sonora intitulado Tron: Legacy Reconfigured. O álbum apresenta remixes de certas músicas da trilha compostos por vários artistas.